# 杨士林
杨士林（1919年10月18日—2016年10月14日），男，江苏吴县人，中华人民共和国有机化学家、高分子化学家、化学教育家，曾任浙江省政协副主席。